# Subbótino (Kurgan)
|  | Per a altres significats, vegeu «Subbótino». |

Subbótino (en rus: Субботино) és un poble de l'óblast de Kurgan, a Rússia, que en el cens del 2010 tenia 456 habitants. Pertany al districte de Safakúlevo.